# Rezerwat przyrody Przełom Rzeki Wołczenicy
Rezerwat przyrody Przełom Rzeki Wołczenicy – krajobrazowy rezerwat przyrody położony nad Wołczenicą na terenie gmin Przybiernów i Nowogard w powiecie goleniowskim (województwo zachodniopomorskie). Inicjatorem utworzenia rezerwatu był Tomasz Szeszycki.
Obszar chroniony utworzony został 18 czerwca 2013 r. na podstawie Zarządzenia Nr 5/2013 Regionalnego Dyrektora Ochrony Środowiska w Szczecinie z dnia 19 marca 2013 r. w sprawie uznania za rezerwat przyrody „Przełom Rzeki Wołczenicy” (Dz. Urz. Woj. Zach. z 2013 r., poz. 2205).

## Położenie
Rezerwat ma powierzchnię 49,21 ha (według aktu powołującego 49,11 ha), z czego pod ochroną czynną 41,63 ha i pod ochroną krajobrazową – 7,48 ha. Obejmuje on tereny nadleśnictwa Rokita (oddziały leśne 352m, ~a, 353k, ~b, ~c, 354f, g, 354c, d), nadleśnictwa Nowogard (oddziały leśne 5a, b, c, d. f, g, h, i, j, ~a, 7a, 7c, 7d, 7f, 27b, c, f, g, h, ~a, 27a, ~c, ~d , 28a, ~c, ~d) i tereny rzeki Wołczenicy, co odpowiada obrębom ewidencyjnym Buk (działki ewidencyjne nr 352, 353), Czarnogłowy (dz. ew. nr 354/4, 354/6, 5/1, 7/1, 7/2, 7/3, 7/4, 7/5, 289), Świętoszewo (dz. ew. nr 27/1, 27/2, 28) i Trzechel (dz. ew. nr 12). Leży w większości w granicach specjalnego obszaru ochrony siedlisk „Ostoja Goleniowska” PLH320013, a w niewielkiej części w Zespole przyrodniczo-krajobrazowym „Dolina Rzeki Wołczenicy”. Obejmuje bieg rzeki Wołczenicy z przełomem od wysokości miejscowości Czarnogłowy prawie do wysokości Zdroisk, w tym m.in. fragment wzdłuż sztucznego jeziora Czarnogłowy Duże.

## Charakterystyka
Celem ochrony rezerwatowej jest „zachowanie młodoglacjalnego krajobrazu z przełomem rzeki Wołczenicy wraz ze zróżnicowaną florą i szatą roślinną porastającymi jego strome i skaliste brzegi”. Chroniony fragment Wołczenicy charakteryzuje się dużym spadkiem, wieloma starorzeczami i meandrami, a także licznymi głazami.
Dominującym typem lasu jest łęg, w którym występują drzewa liściaste takie, jak: wiązy, dęby, jawory i olchy. W północnej części znajdują się marglowe zbocza porastane przez drzewa takie, jak buki, graby, wiązy, jawory, a także krzewy – leszczyny, kaliny, derenie – oraz rośliny – rokitnik, storczyki, gruszyczki, przylaszczki, paprotki, zimozielone skrzypy czy rośliny wapieniolubne. Występują tu różne gatunki ptaków, m.in. zimorodek i dzięcioł zielony, jak również inne zwierzęta jak wydry, bobry, żaby, traszki, jaszczurki.